# Храм Архангела Михаила (Девица)
Михайло-Архангельский храм — храм в селе Девица Семилукского района Воронежской области.

## Вехи истории
- 1823 — год открытия храма[1].

## О храме
Храм прекрасно сохранился по сей день. Во времена гражданской и Великой Отечественной войн не пострадал даже его интерьер. Церковь является памятником архитектуры федерального значения.
Возле храма в селе находится кладбище.

## Прихожане
Церковь посещают жители близко расположенных населённых пунктов: Девица, Стрелица, Бахчеево, Латная, Орлов Лог, Средний, Семилуки и др.

## Духовенство
- Настоятель храма - протоиерей Иоанн Спельник
- иерей Георгий Иванов[3]